# 아나톨리 댜틀로프
아나톨리 스테파노비치 댜틀로프(러시아어: Анато́лий Степа́нович Дя́тлов, 우크라이나어: Анато́лій Степа́нович Дя́тлов 아나톨리 스테파노비치 댜틀로우[*], 1931년 3월 3일~1995년 12월 13일)는 소련의 공학자로 체르노빌 원자력 발전소의 부수석 엔지니어를 맡았다. 1986년 4월 26일 댜틀로프는 주 전원이 끊어진 상태에서 원자로의 터빈 발전기의 회전관성 에너지가 원자로의 냉각 펌프 등에 얼마나 오랫동안 충분한 전력을 공급할 수 있는지 알아보기 위한 실험의 총책임지를 맡았으나, 실험과정의 여러 무리한 행보가 겹쳐 RBMK 원자로의 불안정성이 극대화되어 사고가 일어났다.

## 생애
아나톨리 댜틀로프는 1931년 3월 3일 소련의 크라스노야르스크 지방 남부 수호부짐스키구에서 태어났다. 1945년 노릴스크 대학교에 입학하였으며 1953년부터 1959년까지 모스크바 물리 공학 연구소에서 공부하여 매우 우수한 성적으로 졸업했다. 졸업 후 콤소몰스크나아무레의 조선소에서 잠수함에 원자로를 설치하는 일을 하였다. 1970년 빅토르 브류하노프가 체르노빌 원자력 발전소를 만들기 시작했는데 댜틀로프는 1973년 체르노빌 원자력 발전소에 부임해 4기의 원자로 가동에 모두 참여했다. 1986년 4월 26일, 댜틀로프는 원자로 4호기에서의 실험을 감독하였다. 이 실험은 사상 최악의 원전 사고를 불러왔다.
소련최고법원에서는 매우 중대한 과실치사 혐의로서 체르노빌 사고혐의의 유죄를 판결하여 그에게 징역 10년을 선고했다. 댜틀로프는 키예프 교도소에 수감되었다. 하지만 1990년 병으로 인한 가석방 조치되어 풀려났다. 재판과정에서도 스스로와 직원들의 변호에 가장 적극적이었던 댜틀로프는 사고의 원인이 발전소 직원이 아닌 체르노빌 발전소가 채택한 RBMK형 발전기의 구조적 결함 및 나쁜 발전소 설계에 있었다고 주장하는 논문을 집필했다. 그리고 그는 가석방이 되자치료를 위해 독일의 뮌헨으로 건너갔으며 그 곳에서 살다가 우크라이나로 돌아갔다. 1995년 12월 댜틀로프는 키이우에서 사고당시 과다한 방사능 노출로 인한 심장마비로 사망했다.

## 같이 보기
- 체르노빌
- 체르노빌 사고
- 체르노빌 사고 사망자 명단
- 레오니트 텔랴트니코프